# Hamberg
Hamberg – miasto w Stanach Zjednoczonych, w stanie Dakota Północna, w hrabstwie Wells.